# Émilie Bonnivard
Émilie Bonnivard (nascida em 2 de agosto de 1980) é uma política francesa dos Republicanos (LR) que representa o terceiro eleitorado de Savoie na Assembleia Nacional desde as eleições de 2017.